# 华为Pura 80系列
华为Pura 80系列是华为公司于2025年6月11日在中华人民共和国发布的智能手机系列，海外版将于7月10日发布；是华为Pura 70系列的后继者，包括Pura 80、Pura 80 Pro、Pura 80 Pro+和Pura 80 Ultra四款型号。全系均搭载海思麒麟9020 5G SoC芯片。

## 特性

### 软件
Pura 80系列搭载AI防窥保护，可在亮屏状态下提示旁人注视。

### 性能
Pura 80系列相较于Pura 70 Pro+性能提升约36%，操控流畅度提升了47%。
鸿蒙版支付宝在Pura80系列上，刷卡速度相较上一代提升50%。

### 影像
Pura 80 Ultra搭載1吋RYYB传感器超高动态主摄，配合雙長焦鏡頭系統。在软件上，支援AI輔助構圖，可智能推荐取景范围；超清全景模式，可通过三张跨视野的图像拼接生成高质量全景图像。此外，Ultra款引入華為相機個性化色彩卡功能，以及AI反光去除技術。余承东称，Pura 80系列「用上了有史以来最贵的相机模组」；维修价格显示长焦模组为2899元。

## 反响
快科技报道称，从销量上看该系列手机与Pura 70系列相比销售压力很大；开售不足一月降价800元，可能会迎来销量增长，有利于鸿蒙生态。